# Świątynia Mentuhotepa II

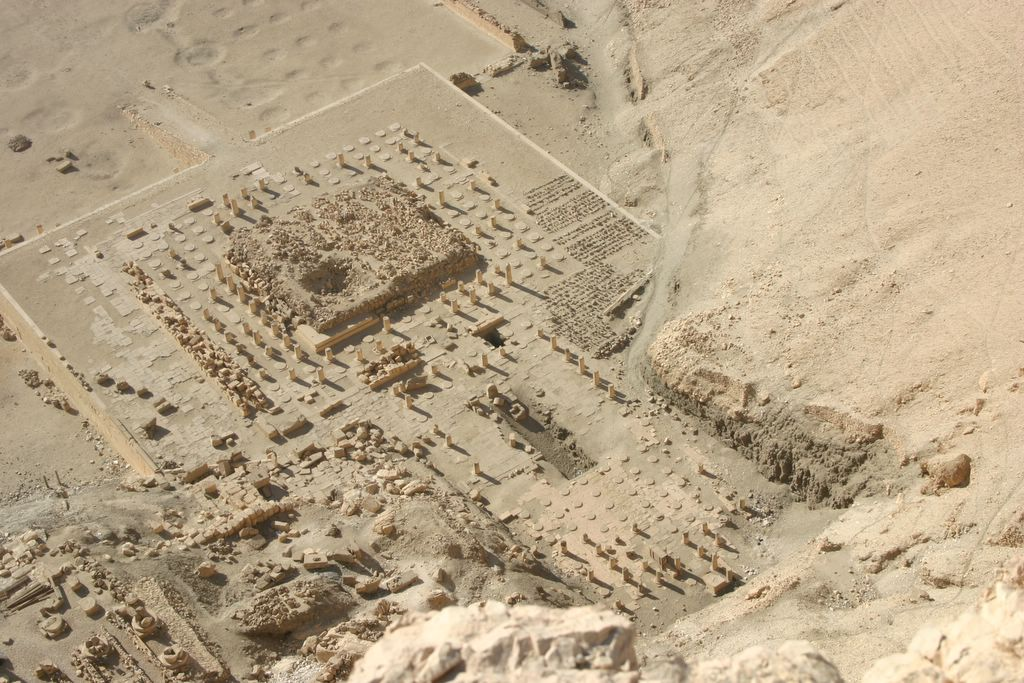
Świątynia Mentuhotepa II w Deir el-Bahari

Świątynia Mentuhotepa II – kompleks grobowy zbudowany przez Mentuhotepa II z XI dynastii, znajdujący się w dolinie Deir el-Bahari.
Kompleks obejmuje grobowiec (cenotaf) i świątynię grobową. Od Nilu prowadziła długa droga procesyjna o długości ok. 1 km, obudowana murami i wysadzana sztucznie plantowanymi drzewami. Dochodziła ona do kamiennej rampy, prowadzącej na pierwszy taras świątyni wsparty na portykach. Na nim znajdował się drugi, mniejszy taras, również wsparty na portykach. Zwieńczenie świątyni stanowiła prawdopodobnie mastaba, a nie, jak to powszechnie bywało, piramida.
Za budowlą tarasową znajdował się otwarty dziedziniec, otoczony z trzech stron portykami. Za nim wybudowano salę kolumnową, a pod skałami umieszczono celę z Ottonem i sanktuarium.
Pod dziedzińcem znajdował się skalny pasaż o długości 150 m, prowadzący do właściwej komory grobu, natomiast w budowli tarasowej pod mastabą, znajdował się posąg faraona, rzeźbiony w piaskowcu i zawinięty w bandaże.
Cały grobowiec wzniesiono z piaskowca i wapienia, jednak niektóre elementy wykonano z granitu. Ściany pokryte były reliefami.